# Nogometni klub Istra 1961 2019-2020
Questa voce raccoglie le informazioni riguardanti il Nogometni klub Istra 1961 nelle competizioni ufficiali della stagione 2019-2020.

## Rosa
| N. |                               | Ruolo | Calciatore      |
| -- | ----------------------------- | ----- | --------------- |
| 1  | Croazia (bandiera)            | P     | Tony Macan      |
| 2  | Croazia (bandiera)            | A     | Mario Munivrana |
| 3  | Croazia (bandiera)            | D     | Petar Rubić     |
| 4  | Spagna (bandiera)             | D     | Rafael Páez     |
| 5  | Macedonia del Nord (bandiera) | D     | Agron Rufati    |
| 6  | Croazia (bandiera)            | D     | Petar Bosančić  |
| 7  | Croazia (bandiera)            | A     | Šime Gržan      |
| 8  | Spagna (bandiera)             | C     | Einar Galilea   |
| 9  | Spagna (bandiera)             | A     | Adrián Fuentes  |
| 11 | Croazia (bandiera)            | A     | Josip Maganjić  |
| 12 | Croazia (bandiera)            | P     | Josip Čondrić   |
| 14 | Croazia (bandiera)            | C     | Denis Bušnja    |
| 15 | Croazia (bandiera)            | D     | Martin Franić   |
| 16 | Croazia (bandiera)            | C     | Ivan Močinić    |
| 17 | Senegal (bandiera)            | C     | Arona Sané      |

| N. |                                 | Ruolo | Calciatore          |
| -- | ------------------------------- | ----- | ------------------- |
| 18 | Croazia (bandiera)              | A     | Robert Perić-Komšić |
| 19 | Croazia (bandiera)              | A     | Ivan Delić          |
| 20 | Croazia (bandiera)              | C     | Antonio Ivančić     |
| 21 | Croazia (bandiera)              | P     | Lovro Majkić        |
| 22 | Croazia (bandiera)              | D     | Marin Grujević      |
| 23 | Montenegro (bandiera)           | C     | Stefan Lončar       |
| 24 | Austria (bandiera)              | D     | Markus Pavic        |
| 26 | Ghana (bandiera)                | C     | Obeng Regan         |
| 27 | Croazia (bandiera)              | D     | Josip Tomašević     |
| 28 | Venezuela (bandiera)            | C     | Octavio Páez        |
| 29 | Spagna (bandiera)               | D     | Sergio González     |
| 30 | Croazia (bandiera)              | C     | Matija Fintić       |
| 40 | Croazia (bandiera)              | P     | Tomislav Duka       |
| 77 | Croazia (bandiera)              | C     | Slavko Blagojević   |
|    | Bosnia ed Erzegovina (bandiera) | A     | Gedeon Guzina       |

## Risultati

### 1. HNL
| Arbitro: | Tihomir Pejin |

|                    |           |  |
| Simić 8’ Barry 88’ | Marcatori |  |

| Arbitro: | Duje Strukan |

|  |           |                 |
|  | Marcatori | 83’, 90+3’ Ćuže |

| Arbitro: | Igor Pajač |

|                   |           |                  |
| Ćuže 8’, 48’, 73’ | Marcatori | 59’ (rig.) Benko |

| Arbitro: | Dario Kulušić |

|                                                    |           |          |
| Datković 34’ Ivanušec 38’ Drožđek 84’ Kastrati 86’ | Marcatori | 79’ Ćuže |

| Arbitro: | Fran Jović |

|                            |           |                                |
| Gržan 15’ (rig.) Regan 35’ | Marcatori | 12’, 42’ Krstanović 60’ Puclin |

| Arbitro: | Ivan Bebek |

|           |           |             |
| Hamad 53’ | Marcatori | 6’ Bosančić |

| Pola 31 agosto 2019, ore 21:00 CEST (UTC+2) 7ª giornata | Istria 1961 | 0 – 0 referto | Osijek | Stadio Aldo Drosina (1 956 spett.)\| Arbitro: \| Marko Matoc \| |
| Arbitro:                                                | Marko Matoc |               |        |                                                                 |

| Arbitro: | Igor Pajač |

|                |           |  |
| Gavranović 53’ | Marcatori |  |

| Arbitro: | Igor Pajač |

|  |           |                                      |
|  | Marcatori | 6’ Andrijašević 45’ Lončar 77’ Murić |

| Arbitro: | Fran Jović |

|            |           |            |
| Lončar 80’ | Marcatori | 35’ Caktaš |

| Arbitro: | Fran Jović |

|                  |           |                       |
| Ivančić 47’, 56’ | Marcatori | 6’ Grgić 90+4’ Frelih |

| Arbitro: | Dario Bel |

|           |           |  |
| Benko 87’ | Marcatori |  |

| Arbitro: | Marko Matoc |

|  |           |                      |
|  | Marcatori | 85’ Tolić 90+2’ Tuci |

| Koprivnica 3 novembre 2019, ore 15:00 CET (UTC+1) 14ª giornata | Slaven Belupo | 0 – 0 referto | Istria 1961 | Gradski stadion (867 spett.)\| Arbitro: \| Ivan Bebek \| |
| Arbitro:                                                       | Ivan Bebek    |               |             |                                                          |

| Arbitro: | Duje Strukan |

|                          |           |                          |
| Laukžemis 3’ Močinić 62’ | Marcatori | 37’ Jovičić 90+4’ Ndiaye |

| Arbitro: | Duje Strukan |

|                    |           |  |
| Marić 90+4’ (rig.) | Marcatori |  |

| Arbitro: | Duje Strukan |

|                 |           |                       |
| Ćuže 90’ (rig.) | Marcatori | 22’ Kądzior 49’ Oršić |

| Arbitro: | Igor Pajač |

|                              |           |  |
| Galilea 15’ (aut.) Murić 28’ | Marcatori |  |

| Arbitro: | Ivan Bebek |

|                 |           |            |
| Caktaš 62’, 69’ | Marcatori | 43’ Fintić |

| Arbitro: | Ivan Bebek |

|                                  |           |  |
| Mitrović 11’ Bosančić 26’ (aut.) | Marcatori |  |

| Arbitro: | Damir Batinić |

|           |           |  |
| Gržan 30’ | Marcatori |  |

| Arbitro: | Duje Strukan |

|                |           |  |
| Uzuni 63’, 67’ | Marcatori |  |

| Arbitro: | Ivan Vučković |

|            |           |                |
| R. Páez 4’ | Marcatori | 33’ Krstanović |

| Arbitro: | Tihomir Pejin |

|                                            |           |  |
| Dvorneković 57’ Masłowski 80’ Lovrić 90+3’ | Marcatori |  |

| Arbitro: | Mario Zebec |

|          |           |  |
| Delić 2’ | Marcatori |  |

| Arbitro: | Dario Kulušić |

|                      |           |  |
| Dilaver 2’ Majer 69’ | Marcatori |  |

| Arbitro: | Dario Bel |

|                  |           |                                 |
| Perić-Komšić 88’ | Marcatori | 4’ Lončar 70’ Čolak 90+3’ Murić |

| Arbitro: | Damir Batinić |

|  |           |           |
|  | Marcatori | 6’ Caktaš |

| Arbitro: | Ivan Bebek |

|                              |           |  |
| Bosančić 6’ Gržan 34’ (rig.) | Marcatori |  |

| Arbitro: | Dario Bel |

|                                        |           |  |
| Obregón 54’ Drožđek 85’ Petković 90+5’ | Marcatori |  |

| Arbitro: | Dario Bel |

|            |           |             |
| Guzina 14’ | Marcatori | 8’ Kastrati |

| Arbitro: | Ivan Vučković |

|                                       |           |  |
| Zirdum 13’ Krstanović 25’ Jeffrén 27’ | Marcatori |  |

| Arbitro: | Ante Čuljak |

|                       |           |                         |
| Gržan 45+2’ Delić 81’ | Marcatori | 49’ Hamad 51’ Mudrinski |

| Arbitro: | Marko Matoc |

|                       |           |  |
| Lyopa 45+2’ Mance 82’ | Marcatori |  |

| Pola 18 luglio 2020, ore 21:05 CEST (UTC+2) 35ª giornata | Istria 1961 | 0 – 0 referto | Dinamo Zagabria | Stadio Aldo Drosina (0 spett.)\| Arbitro: \| Igor Pajač \| |
| Arbitro:                                                 | Igor Pajač  |               |                 |                                                            |

| Arbitro: | Mario Zebec |

|                                 |           |                        |
| Čolak 18’, 24’, 35’ (rig.), 54’ | Marcatori | 60’, 78’ (rig.) Guzina |

Fonte: Croatian Football Federation

#### Spareggi promozione-retrocessione
| Arbitro: | Fran Jović |

|  |           |                                     |
|  | Marcatori | 8’ (rig.), 64’ Gržan 90+3’ Maganjić |

| Arbitro: | Igor Pajač |

|  |           |            |
|  | Marcatori | 49’ Iličić |

Fonte: Croatian Football Federation

### Hrvatski nogometni kup
| Arbitro: | Ivan Župan |

|                     |           |                                   |
| Spudić 3’ Čurek 31’ | Marcatori | 29’ Munivrana 64’ Ćuže 95’ Rufati |

| Arbitro: | Duje Strukan |

|             |           |                          |
| Ivančić 22’ | Marcatori | 19’ Grgić 76’ Postonjski |

Fonte: Croatian Football Federation